# Le Plateau (journal)
Pour les articles homonymes, voir Plateau.
Le Plateau est un journal de quartier du Plateau-Mont-Royal publié par Médias Transcontinental. C'est un hebdomadaire sortant le dimanche.
Sa distribution certifiée ODC est de 40 459 exemplaires et son tirage est de 40 691 exemplaires. Son éditrice est Patricia Ann Beaulieu et sa rédactrice en chef, Carole Le Hirez (2008).